# Становлянський район
Становлянський район (рос. Становлянский район) — муніципальне утворення у Липецькій області.